# سیارک ۲۱۶۷۱
سیارک ۲۱۶۷۱ (به انگلیسی: 21671 Warrener، نامگذاری:1999RP12) بیست و یک هزار و ششصد و هفتاد و یکمین سیارک کشف شده‌است که در ۷ سپتامبر ۱۹۹۹ کشف شد.
قدر مطلق سیارک برابر ۲۱.۴ است.